# Pan indio

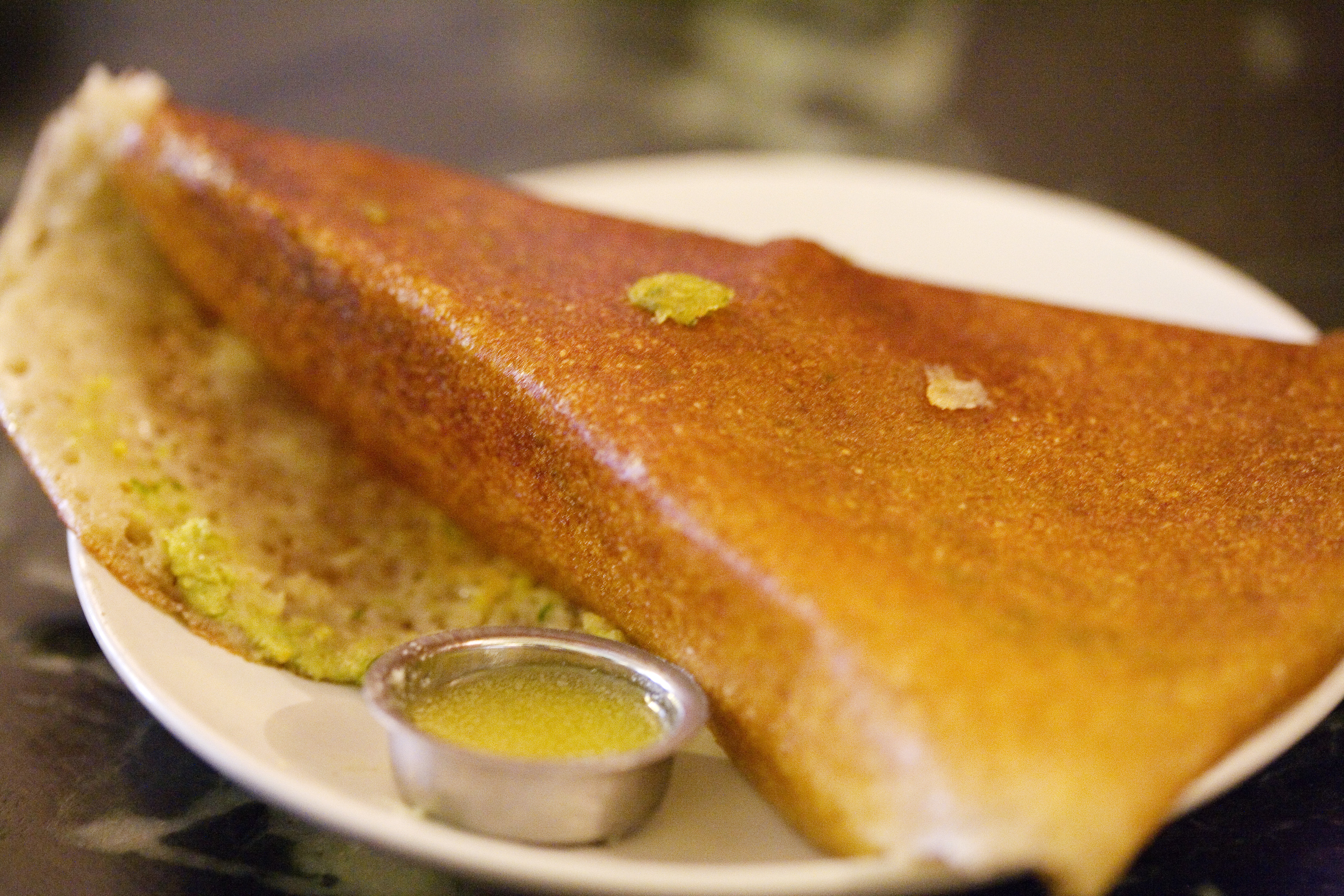
Dosa, una popular crepe del sur de la India.

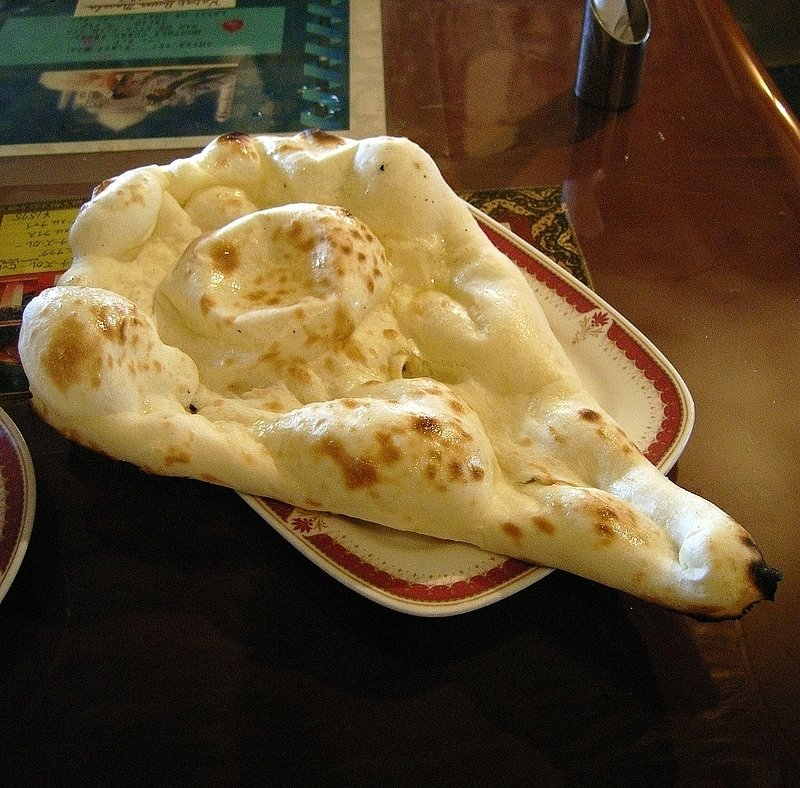
Naan.

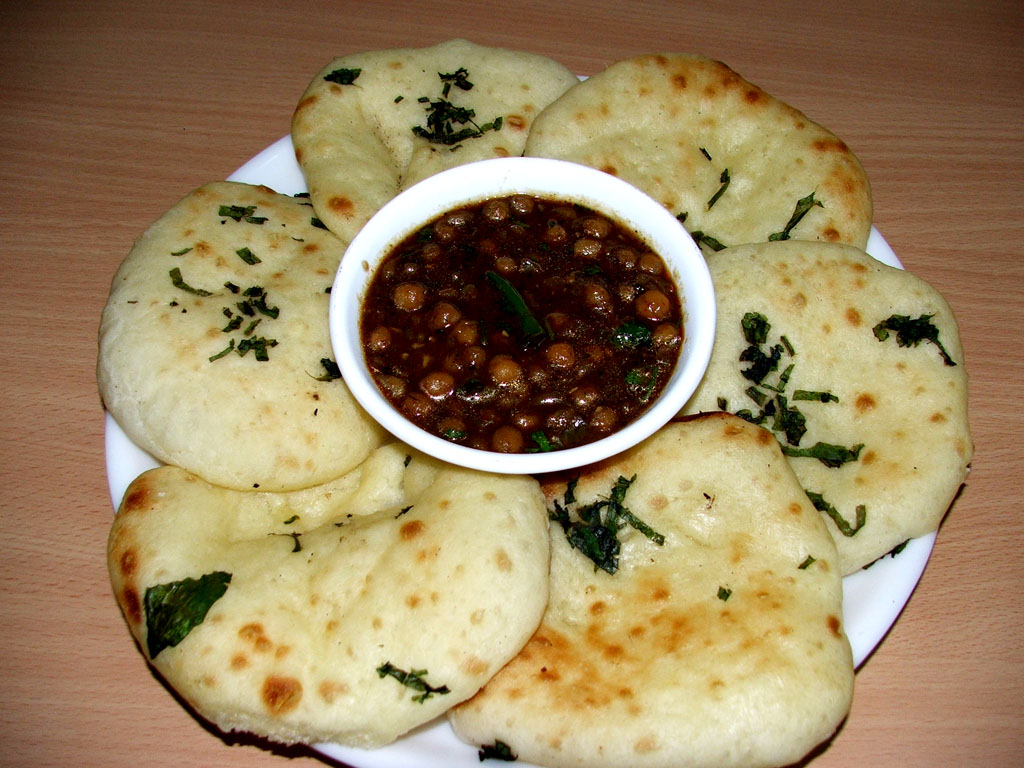
Kulcha con chana masala.

El pan indio incluye una amplia variedad de panes planos y crepes que forman parte integra de las gastronomías de la India y Pakistán. Sus variedades reflejan la diversidad de las culturas de estos países y sus hábitos alimenticios.
Aunque la mayoría de estos panes se originó en la India, algunos de ellos, notablemente el naan, proceden de Asia Central.

## Ingredientes
La mayoría de panes planos del norte de la India se elaboran principalmente con harina molida, normalmente atta o maida, y agua. Algunos panes planos, especialmente la paratha, pueden rellenarse con verdura y untarse con ghi o mantequilla.
En el sur de la India, la mayoría de los panes planos son básicamente crepes hechas con lentejas negras y arroz. Son versiones populares la dosa y el uttapam.
La mayoría de panes indios emplean esporas de levaduras en suspensión para su fermentación, otros usan levadura o cuajo, unos pocos emplean levadura química, y otros incluso se cuecen sin fermentar.

## Preparación
En el norte de la India se prepara una masa del ingrediente principal y se aplana con un rodillo. La mayoría de panes indios, como el roti y el chapati, se cuecen sobre el tava, una plancha hecha de hierro fundido, acero o aluminio. Otros como el puri y el bhatura se fríen.
En el sur de la India se prepara un rebozado de arroz y lenteja negra y se vierte con la ayuda de un cazo sobre un tava caliente engrasado, donde se extiende hasta obtener un círculo fino, friéndose con aceite o ghi hasta que está dorada.
Los panes indios de origen centroasiático, como el naan y el tandoori roti, se cuecen en un tandoor. El naan suele levantarse con levadura.

## Variedades

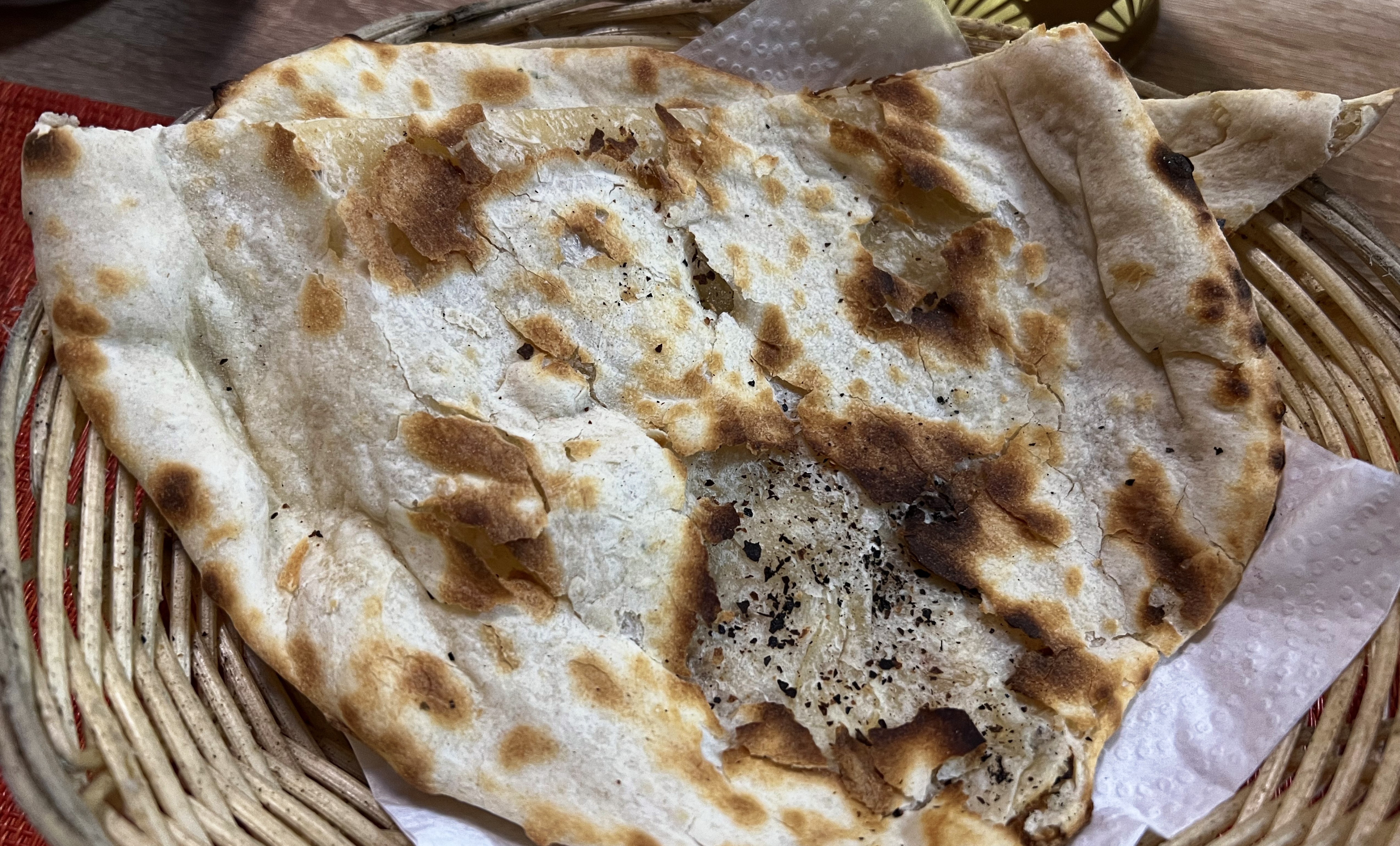
Naam Indio

Entre las diferentes variedades de pan indio se incluyen: chapati, phulka, puri, roti, paratha, naan, kulcha, bhatoora, baqar khani, appam, dosa, luchi, puran poli, pathiri y muchos más. Algunas de estas, como la paratha o el roti, tienen a su vez muchas variedades. Algunas dependen del tipo de grano usado para prepararlas, y otras del relleno que contienen.
El appam es un pan fermentado preparado normalmente con harina de arroz finamente molida. En Kerala (sur de la India) hay kallappam, vattayappam y palappam (vellayappam). El kallappam se hace sobre una plancha de hierro. El vattayappam es un pan al vapor, y el palappam se hace en sartenes pequeñas poco hondas, que se mantienen tapadas durante la cocción. El palappam tiene un fino cordón crujiente como una tira alrededor.